# План Маршалла

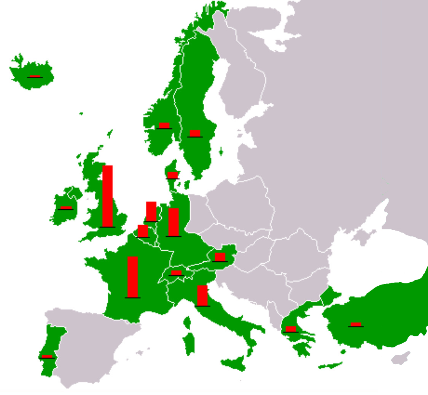
Країни, що отримали допомогу за Планом Маршалла (висота червоного стовпця дорівнює відносному розміру допомоги)

Пла́н Ма́ршалла (англ. European Recovery Program, Marshall Plan) — програма економічної допомоги європейським державам після Другої світової війни. Висунуто 1947 року держсекретарем США Джорджем К. Маршаллом (почала діяти в квітні 1948).
План реконструкції був розроблений на зустрічі європейських країн влітку 1947 р. Він запропонував таку ж допомогу СРСР та його супутникам, але її було відхилено Сталіним та, за його вказівкою, урядами Польщі та Чехословаччини, які були запрошені брати участь у плані та спершу висловили побажання приєднатися до нього. План був прийнятий Конгресом США 3 квітня 1948 року і набув чинності того ж дня після його підписання президентом Гаррі Труманом. Програма допомоги реалізовувалася протягом 4-ох років, з квітня 1948 р. по червень 1952 р. У той час вони передали близько 13 мільярдів доларів (бл. 123 млрд доларів після інфляції) у вигляді технічної і економічної допомоги для підтримки відновлення економіки європейських країн, які приєдналися до Організації європейського економічного співробітництва (ОЄЕС).
Прямий вплив плану на темпи економічного зростання країн Західної Європи, в тому числі шляхом відновлення капітальних ресурсів чи інвестиційних проєктів він оцінюється як невеликий, тоді як непрямі наслідки підкреслюються підвищенням продуктивності праці або відновленням довіри інвесторів шляхом стабілізації державних фінансів та переходу до ринкової економіки. Протягом наступних двох десятиліть багато регіонів Західної Європи відчували небувале зростання та процвітання.
План Маршалла був один із перших поштовхів до європейської інтеграції.

## Вступ

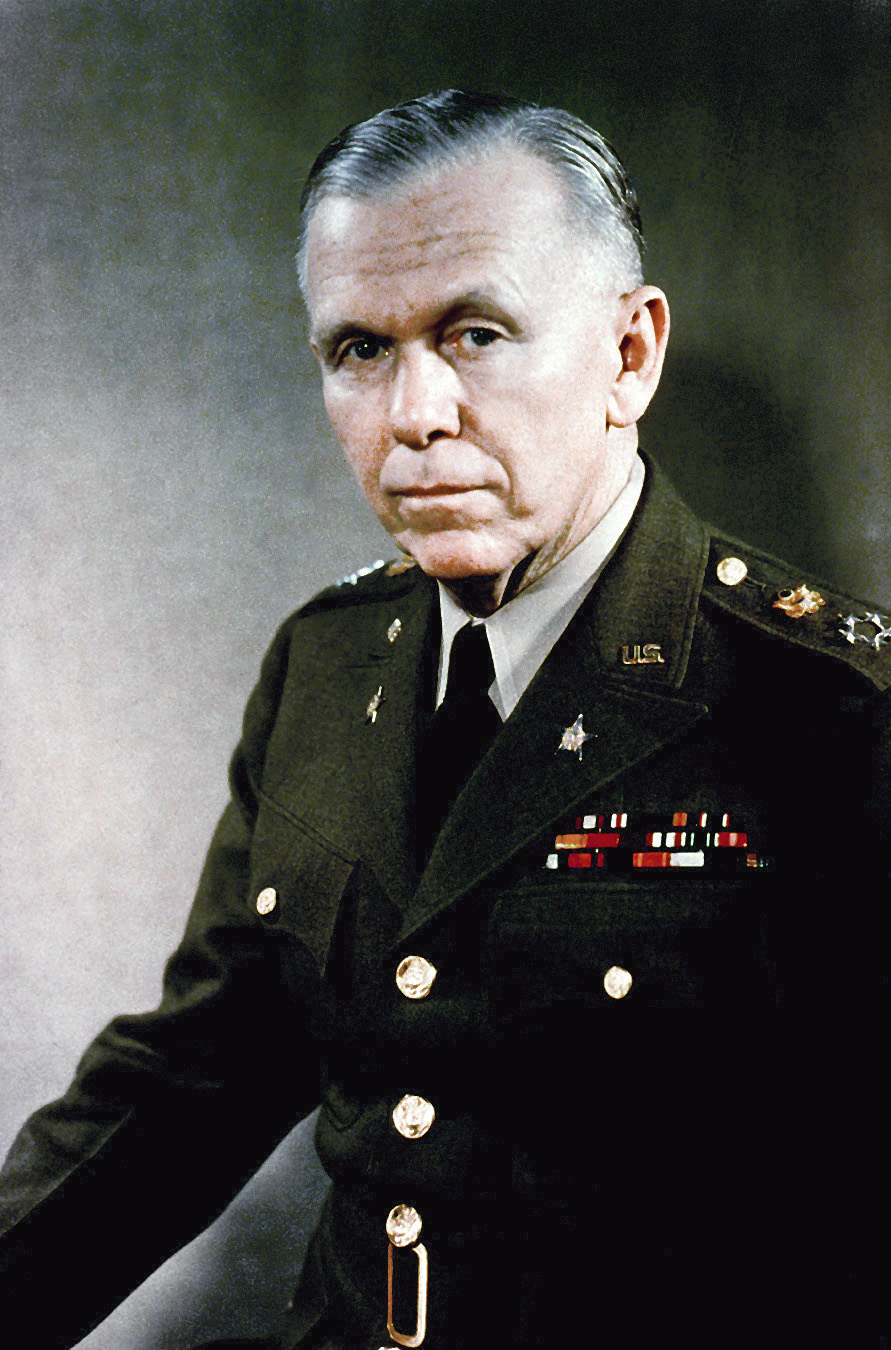
Державний секретар і міністр оборони США, ініціатор Плану Маршалла Джордж Маршалл

Після завершення Другої світової війни Європа особливо сильно страждала від її руйнівних наслідків. Це був час розвалу економіки, великої політичної нестабільності й численних особистих страждань. Таким був стан справ, коли на початку 1947 року армійський генерал Джордж Кетлетт Маршалл став міністром закордонних справ Сполучених Штатів. На конференції міністрів закордонних справ у березні 1947 року Маршалл зустрівся з Йосипом Сталіним і зрозумів, що Росія не зацікавлена в наданні допомоги Європі. Він розумів, що єдиною надією для Європи залишається допомога Сполучених Штатів. Він твердо вірив, що допомога у відновленні Європи й у досягненні економічної стабільності в цьому регіоні якнайкраще відповідає інтересам США.
У наступні місяці було розроблено план, який був би прийнятним для народів Європи й для американського народу. Ідеї цього плану знайшли відбиття в знаменитому виступі Маршалла на випускній церемонії в Гарвардському університеті 5 червня 1947 року. Маршалл сказав, що якщо не надати Європі допомогу, їй загрожує серйозне погіршення в «економічній, соціальній і політичній сферах». Ключовим елементом його пропозиції було те, що ініціатива відновлення повинна виходити з країн-учасниць.
Результатом виступу в Гарвардському університеті була розробка 1948 року Програми відновлення Європи. Згідно із цією програмою було створено Адміністрацію економічного співробітництва, що загалом надала західним країнам-учасницям 13,3 мільярда доларів (125 мільярдів в цінах 2013 року).

## Промова Маршалла
Державний секретар США Джордж К. Маршалл став ініціатором програми відновлення Європи, покликаної підняти зруйновану війною економіку Європи. Виступаючи на церемонії вручення дипломів у Гарвардському університеті в червні 1947 року, він виклав програму, пізніше названу «Планом Маршалла».

Промова Маршалла («План Маршалла»): 
|  | Я глибоко вдячний керівництву Гарвардського університету й вражений повагою, честю й визнанням, які надали мені сьогодні зранку. Мене дійсно переповняють почуття, і я боюся, що не зможу виправдати таку високу довіру. Перебувати в цьому прекрасному історичному місці, у цей чудесний день і на цих чудових зборах, — усе це неймовірно вражає людину мого становища. Говорячи про необхідність відновлення Європи, ми можемо достоту оцінити масштаби людських втрат, очевидне руйнування міст, заводів, шахт та залізниць, проте за останні місяці стало зрозуміло, що це очевидне руйнування, імовірно, носить менш серйозний характер, ніж зрушення в самій структурі європейської економіки. Умови останніх десяти років були найвищою мірою ненормальними. Підготовка до війни й зусилля з ведення війни поглинули всі ресурси національних економік. Устаткування стало непридатним або повністю застаріло. Під деспотичним і руйнівним правлінням нацистів практично всі підприємства були залучені в німецьку військову машину. Давні комерційні зв'язки, приватні організації, банки, страхові й транспортні компанії зникли через втрату капіталу, поглинання в ході націоналізації або просто були знищені. У багатьох країнах серйозно похитнулася довіра до місцевої валюти. Економічна система Європи за час війни була повністю зруйнована. Відновлення було сильно сповільнене через те, що через два роки після припинення воєнних дій умови миру з Німеччиною й Австрією усе ще не було погоджено. Але навіть за швидкого вирішення цих складних проблем відновлення економічної структури Європи, очевидно, триватиме набагато більше часу та вимагатиме більше зусиль, ніж очікувалося. Тож уряди змушені використовувати наявну іноземну валюту й кредити, щоб імпортувати товари першої необхідності з-за кордону. Це виснажує фінансові ресурси, вкрай необхідні для відновлення. У результаті швидко розвивається надзвичайно серйозна ситуація, яка не обіцяє світу нічого доброго. Сучасна система поділу праці, на якій заснований обмін продукцією, перебуває під загрозою повного руйнування. Правда полягає в тому, що на найближчі три або чотири роки потреби Європи в іноземному продовольстві та інших необхідних товарах — в основному з Америки — настільки перевищують її нинішню платоспроможність, що їй необхідна буде значна додаткова допомога, або вона зіштовхнеться з досить серйозним загостренням ситуації в економічній, соціальній і політичній сферах. Рішення проблеми полягає в тому, щоб розірвати замкнене коло й відновити впевненість європейських народів в економічному майбутньому їхніх країн і Європи в цілому. Необхідно створити широкий простір, де промисловці й селяни матимуть можливість і бажання обмінювати свою продукцію на гроші, вартість яких у довгостроковій перспективі не підлягає сумніву. Крім деморалізуючого ефекту для світу загалом та можливості безладу, викликаного розпачем народів, що бідують, усім повинні бути очевидні наслідки для економіки Сполучених Штатів. Зрозуміло, що Сполучені Штати повинні зробити все можливе, щоб надати допомогу в оздоровленні світової економіки, без чого не може бути ані політичної стабільності, ані гарантій миру. Наша політика спрямована не проти якої-небудь країни або доктрини, а проти голоду, убогості, розпачу й хаосу. Її метою має бути відродження працюючої світової економіки, щоб забезпечити появу політичних і соціальних умов, у яких можуть існувати незалежні суспільні інститути. Я впевнений, таку допомогу не слід робити вроздріб у міру розвитку різних криз. Будь-яка допомога, яку надаватиме наш уряд, мусить бути вирішенням проблеми. Я впевнений, що уряд будь-якої країни, який бажає брати участь у відновленні, знайде повне розуміння з боку уряду Сполучених Штатів. Ніякий уряд, що маневрує з метою заблокувати відновлення інших країн, не може очікувати на допомогу від нас. Більше того, уряди, політичні партії або групи, які намагаються увічнити людську вбогість для того, щоб одержати політичні або інші дивіденди, зустрінуть протидію Сполучених Штатів. Уже зрозуміло, що до того, як уряд Сполучених Штатів зможе спрямувати свої подальші зусилля на поліпшення ситуації й допоможе європейському світу встати на шлях відновлення, країни Європи мають досягти деякої згоди з приводу ситуації й участі, яку самі ці країни візьмуть у цьому процесі, щоб дії, які може розпочати наш уряд, мали належний ефект. Наш уряд не має можливостей та не може ефективно в односторонньому порядку взяти на себе відповідальність за розробку програми, спрямованої на те, щоб поставити на ноги економіку Європи. Це справа європейців. Я гадаю, ініціатива має виходити з Європи. Роль нашої країни повинна проявитися в дружній допомозі в складанні європейської програми й наступній підтримці цієї програми настільки, наскільки це може бути доцільно для нас. Програма має бути спільною, схваленою декількома, якщо не всіма, європейськими країнами Важливою умовою будь-яких успішних дій з боку Сполучених Штатів є розуміння народом Америки сутності проблеми й необхідних засобів її вирішення. Тут немає місця політичним пристрастям і упередженням. За умови далекоглядності й готовності нашого народу витримати величезну відповідальність, яку історія, мабуть, поклала на нашу країну, труднощі, які я описав, можуть бути й будуть переборені. Я шкодую, що щоразу, коли я говорив привселюдно про нашу міжнародну ситуацію, обставини змушували мене вдаватися до досить спеціальної дискусії. Але, на мою думку, дуже важливо, щоб наш народ отримав загальне розуміння існуючих реальних проблем, а не реагував, виходячи з почуттів, упереджень або скороплинного настрою. Як я щойно сказав більш формально, ми перебуваємо далеко від місця цих нещасть. На такій відстані практично неможливо, просто читаючи, або слухаючи, або навіть дивлячись фотографії чи фільми, усвідомити всю серйозність обставин, що склалися. Більше того, від правильного рішення залежить майбутнє всього світу. Я вважаю, значною мірою воно залежить від усвідомлення американським народом того, які фактори ситуації справді найважливіші. Як реагують народи? Які мотиви цих реакцій? Які страждання? Які потреби? Що можна зробити найкраще? Що необхідно зробити? |

## План Маршалла у зовнішній політиці США

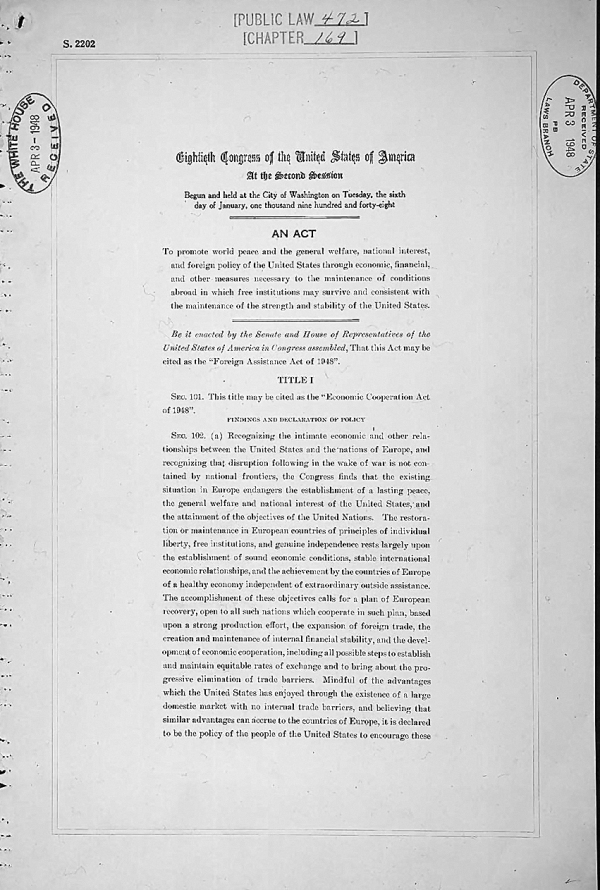
Перша сторінка тексту Плану Маршалла англійською мовою

Яскравим прикладом економічної дипломатії є план Маршалла, виражений у зовнішній політиці США у формі Програми відновлення Європи після Другої світової війни, зовнішньополітична історія якого викликає чималий інтерес. Він посідав найважливіше місце в стратегії США в початковий післявоєнний період і являв собою історичний етап розвитку американської зовнішньої політики. Надалі план Маршалла знайшов своє успішне продовження в інших програмах економічної допомоги, механізм якої використовується й донині.
Вінстон Черчилль назвав його «найбезкорисливішим актом в історії». Білл Клінтон у своєму виступі із приводу п'ятдесятиліття плану назвав його «початком шляху, який привів до економічного дива». План Маршалла є своєрідним «пам'ятником» епохи «холодної війни», який безпосередньо вплинув на її генезис і значною мірою визначив розвиток міжнародних стосунків у наступні роки. Американську ініціативу пам'ятають за її безкорисливість, але вона не була ні наївною, ні такою, що зневажає власні інтереси. Навіть найперші пропозиції Маршалла були чітким втіленням політики, що здійснюється в інтересах США. Тому план Маршалла іноді називають «акцією, продиктованою надзвичайно освіченим розумінням власних інтересів»[джерело?]. Вілл Клейтон, бізнесмен і дипломат, якому, як вважають, належала ця ідея, ратував за неї у світлі «потреб та інтересів народу Сполучених Штатів — нам потрібні ринки, великі ринки, щоб купувати й продавати… а тому дешевше захистити себе економічними засобами, яких у нас цілком достатньо»[джерело?].
У період з 1948 по 1952 роки план Маршалла був основою всієї європейської політики США і сприяв продовженню реалізації цілей, закладених у доктрині Трумена, був концептуальною й практичною підготовкою до здійснення плану зі створення НАТО (1949).
Він слугував першим важливим щаблем атлантичної інтеграції, у якій США міцно посіли домінуючу роль, і подальшого розвитку європейської й атлантичної інтеграції. Слід також врахувати, що вже до 1951 р. план Маршалла фактично перетворився на програму надання західноєвропейським країнам американської військової допомоги — програму «Взаємного забезпечення безпеки».
Протягом усієї американської історії економічні фактори традиційно відігравали помітну роль у визначенні національних інтересів США, формуванні зовнішньополітичних завдань і пріоритетів, а також у використанні різних елементів національної потужності на міжнародній арені. В американській зовнішній політиці домінування економічних інтересів завжди виявлялося яскравіше, ніж у зовнішній політиці більшості інших країн.
Цьому сприяв цілий ряд умов і обставин: тривала ізоляція США від основних світових центрів сили, гарантований географічним розташуванням високий рівень безпеки, традиційно властивий американцям прагматизм, що виявився й у зовнішній політиці. Якщо в Європі політичні стосунки часто передували економічним зв'язкам і створювали фундамент для просування економічних інтересів тих або інших країн, то для США, навпаки, характерною була економічна експансія, результати якої пізніше закріплювалися у вигляді відповідних політичних і юридичних стосунків.
Існує багато поглядів, що пояснюють економічну експансію США після Другої світової війни. Більшість дослідників посилаються на потреби власне США й країн Західної Європи в забезпеченні безпеки й захисту демократії; деякі пояснюють її з погляду потреб капіталізму в розширенні ринків збуту, експорту й імпорту товарів, необхідності забезпечення захисту інвестицій, тобто мотиви експансії, на їхню думку, приховані в економічній сфері. Окремі дослідники посилаються на низку додаткових факторів, і зокрема на те, що США, подібно до будь-якої іншої великої держави в історії, були змушені прагнути до здійснення такої зовнішньої політики, виходячи з особливостей їхньої політичної й економічної системи. В експансії вони бачать саме покликання Америки.
Можна навести чимало прикладів конкретних зовнішньополітичних акцій, спрямованих на підтримку американських економічних інтересів. Органічна єдність інтересів бізнесу із зовнішньополітичними програмами США була і є аксіомою. Менш вивчений інший аспект співвідношення між економічною силою і зовнішньою політикою США, а саме питання про використання економічних важелів для досягнення зовнішньополітичних цілей; іншими словами — питання про те, як, у яких формах і з якою ефективністю американська економіка обслуговує американську політику. Теоретично, економічна міць є зручнішим інструментом зовнішньої політики, ніж багато інших, традиційних (зокрема, військова сила).
Досвід післявоєнних десятиліть свідчить про те, що всі більш-менш великі досягнення американської зовнішньої політики спиралися на міцний економічний фундамент. Так, політика формування післявоєнної системи міжнародних відносин, яку можна вважати загалом успішною, містила як економічний компонент план Маршалла для країн Західної Європи, програму стабілізації для Японії, розширення американських капіталовкладень у Латинській Америці, створення системи впливових міжнародних економічних організацій — МВФ, ГАТТ, МБРР. Зокрема, документи держдепартаменту містять свідчення того, що США в рамках плану Маршалла цілеспрямовано використовували економічну допомогу для того, щоб стимулювати в політичній сфері об'єднавчі тенденції в Західній Європі й, у такий спосіб переборовши суперечки між європейськими національними державами, зміцнити, стабілізувати капіталістичну систему загалом.
Тому план Маршалла сприяв досягненню основних цілей Вашингтона з недопущення виникнення економічної кризи усередині США в результаті надлишку виробленої в роки війни продукції, забезпечивши її експорт на ними ж створений західноєвропейський ринок; відновленню Західної Європи з метою протиставлення західного блоку для боротьби з Радянським Союзом, її об'єднанню й недопущенню залучення до його сфери впливу; створенню світової системи вільної торгівлі та світу «відкритих дверей», і став «поворотним моментом в історії для досягнення американського лідерства у світі».
Завершення Другої світової війни призвело до істотних змін усього міжнародного становища та співвідношення сил на міжнародній арені. Розвиток політичної й економічної ситуації викликав побоювання з багатьох причин. До весни 1947 р. становище в Європі було нестабільним і тривожним. У Східній Європі складалася система народних демократій, установлювався дедалі жорсткіший контроль Радянського Союзу над цією частиною континенту. У Західній Європі спостерігалася тяжка економічна криза, зростала соціальна напруженість, що створювало передумови для політичних змін. З цієї причини для Сполучених Штатів надання економічної допомоги було прямою необхідністю, якщо врахувати, що зазначені фактори є найсприятливішим ґрунтом для змін такого роду. «Це необхідно, якщо ми прагнемо зберегти наші свободи й наші власні демократичні інститути. Цього вимагає наша національна безпека», — підкреслив Ачесон.
Для США, які вийшли з війни як беззаперечний лідер і домоглися зміцнення своїх міжнародних позицій, значною мірою завдяки ослабленню традиційних центрів сили (якими в Західній Європі були Англія, Франція та Німеччина, а в Східній — СРСР), було створено всі передумови для здійснення концепції «американського миру» («Pax-americana»). Важливим кроком на цьому шляху став план Маршалла, у якому знайшов своє втілення зовнішньополітичний курс Трумена, а здійснення Програми європейського відновлення стало невід'ємною частиною стратегії США в боротьбі за завоювання домінуючої позиції у світі.
За іронією долі збиток, завданий багатьом державам світу Другою світовою війною, дозволив США здійснити програму економічного відновлення Європи й домогтися успіху, одержавши значні політичні й економічні дивіденди. Це був успішний стратегічний крок Сполучених Штатів, можливість реалізації якого була правильно й вчасно оцінена американськими стратегами.
Очевидно, що для початку економічної й зовнішньополітичної експансії США була необхідна відповідна ідеологічна база, що виправдовує цю експансію. Отже, пошук зовнішньої загрози й «образу ворога», що зазіхає на свободу й мирні цілі Америки, було також необхідністю для Сполучених Штатів з метою затвердження плану в конгресі. Такою загрозою став Радянський Союз і «загроза комунізму», а безпосереднє закріплення вони одержали в доктрині Трумена. Тому між доктриною Трумена і наступним виникненням плану Маршалла існує найтісніший взаємозв'язок. Доктрина, безумовно, заклала своєрідний фундамент для ПВЄ. Ці два документи, покладені в основу зовнішньополітичного курсу США післявоєнного періоду, визначили його характер. Таким чином, доктрина Трумена і план Маршалла «були двома сторонами однієї медалі американської політики відкритих дверей». У підсумку боротьба проти СРСР переломилася в ідеологічному плані як «хрестовий похід» США проти комунізму, а в політико-економічному — як створення єдиного західноєвропейського блоку держав з метою протистояння «радянській загрозі», розширення ринку збуту своїх товарів і будівництва «Pax-americana».
Існує цілий комплекс причин, які підштовхнули до втілення у життя плана Маршалла. Економічні причини є найочевиднішими: без розквіту Західної Європи, найважливішого торговельного партнера США, був неможливий і розквіт самої Америки. На думку Вашингтона, політика надання економічної допомоги «автоматично збільшила б добробут залучених держав і забезпечила б домінуючу позицію США». Більше того, як справедливо відзначав у своїй телеграмі посол СРСР у США Н. В. Новиков міністрові закордонних справ СРСР В. М. Молотову: «…є серйозні причини економічного характеру, що обумовили план Маршалла… Якщо врахувати той факт, що експорт із США до Європи перевищує імпорт із Європи щомісяця на 1 мільярд доларів, то стане зрозуміло, що американський уряд був економічно змушений терміново шукати нових шляхів для здійснення своєї зовнішньої політики».
Отже, американський експорт до Західної Європи удвічі перевищував імпорт із неї, а через відсутність доларів західноєвропейські країни були не в змозі заплатити за постачання американських товарів. Можна зробити висновок, що без відновлення економіки Західної Європи економічна криза мала наростати, що спричинило б масове безробіття в США, а також захоплення влади комуністами в «дружніх» Америці країнах. Тому план Маршалла було висунуто саме тоді, коли постала загроза циклічної економічної кризи в Сполучених Штатах, адже почали вичерпуватися тимчасові фактори, що підтримували на порівняно високому рівні виробництво в США протягом перших післявоєнних років. Одним із таких факторів і був дуже роздутий експорт американських товарів. Влітку 1947 р. він став спадати.
Політичні причини також збігалися з національними інтересами Сполучених Штатів і однією з головних цілей надання допомоги стало те, що за допомогою економічного відновлення планувалося отримання політичних дивідендів. Одним із них було створення й розвиток блоку держав, що поділяють із США ідентичні політичні, економічні й культурні цінності, які, за задумом американських стратегів, мали «глибоко вплинути на розвиток європейських країн у сприятливому напрямку».
У геостратегічному плані американські лідери також міркували над тим, як «вибити» східноєвропейські сателіти СРСР з-під контролю Кремля. Це було одним із додаткових мотивів плану Маршалла. Дж. Маршалл заявив 14 лютого 1948 р.: «Ми можемо дійти висновку, що труднощі й ризик, пов'язані з програмою допомоги Європі, занадто великі, а тому не варто вживати жодних заходів. Але тоді, на мою думку, слід очікувати, що вся Західна Європа потрапить у ту ж сферу впливу, що й країни Східної Європи. А це своєю чергою призведе до того, що Середній Схід і весь Середземноморський басейн спіткає та сама доля. Британська співдружність націй, що має великий вплив на стабільність усього світу й міжнародної торгівлі, похитнулася б. Європейський континент перейшов би під контроль ладу, відкрито ворожого нашому способу життя й формі правління».
У довгостроковій перспективі всі ці цілі зводилися до досягнення перемоги в «холодній війні» і завоювання світового лідерства. Таким чином, план Маршалла поряд з іншими зовнішньополітичними програмами періоду «холодної війни» був реальним інструментом Сполучених Штатів у протистоянні з Радянським Союзом і будівництві «Pax-americana».

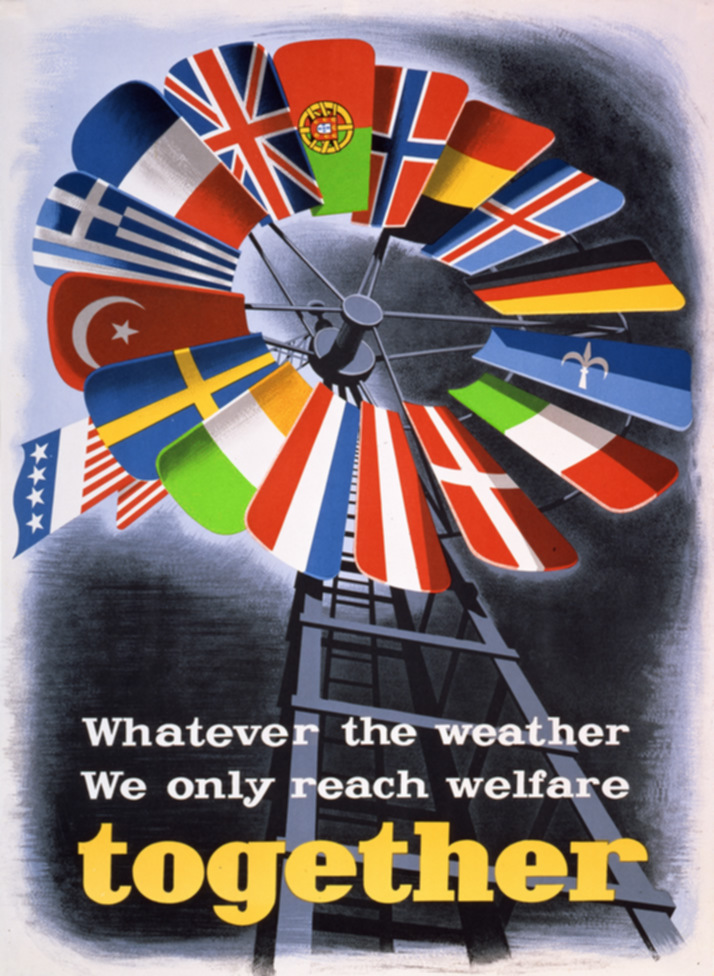
Один із плакатів, створених для сприяння Плану Маршалла в Європі. Американський прапор займає ключову позицію.

Очевидно, що, надавши економічну допомогу, можна було справді одержати погоджену із США політику західноєвропейських держав. Тому основною прикметною рисою плану Маршалла було найтісніше злиття та взаємозв'язок економічних і політичних факторів, що його породили. По суті, він був економічним важелем для реалізації політичної стратегії, закладеної в доктрині Трумена. Якщо, за словами Бернарда Баруха, "доктрина Трумена була проголошенням ідеологічної війни, то план Маршалла, план Молотова, створення НАТО і наступний розвиток подій були економічною, політичною і військовою складовою «холодної війни».
Для того, щоб підготувати офіційне клопотання про надання допомоги, 16 європейських країн майже безперервно здійснювали наради в Парижі. Делегати 16 країн зібралися 12 липня в паризькому Гран-Пале. Цей форум надалі одержав назву Комітету з європейського економічного співробітництва (КЄЕС). Перед ним було поставлено монументальне завдання — за шість тижнів визначити «наявні в Європі ресурси та її потреби» на 1948—1951 рр. Доповідь КЄЕС був підписано 22 вересня 1947 р.
У ній містилося попередження, що без американської допомоги Європу поглине катастрофа. Після цього 2 квітня 1948 р. Конгрес переважною більшістю голосів ухвалив Закон про європейське відновлення. Наступного дня президент Трумен з гордістю підписав його, після чого на остаточному голосуванні в Сенаті законопроєкт про затвердження плану Маршалла було ухвалено співвідношенням голосів 69 до 17. На голосуванні в Палаті представників законопроєкт було затверджено зі ще більшою (у відсотковому відношенні) перевагою: 329 голосів проти 71. У квітні 1948 р. для впровадження в життя плану було створено постійно діючу Організацію з європейського економічного співробітництва (пізніше вона стала називатися Організацією економічного співробітництва й розвитку — ОЕСР). Ця організація здійснювала контроль за розподілом засобів і умовами їх використання. ОЕСР, як і план Маршалла, загалом виконувала завдання «стримування комунізму на економічному рівні, тоді як утворення Північноатлантичного договору (НАТО) покликане було вирішити це завдання на військово-політичному рівні».
Американська допомога надходила в різних формах: у вигляді безоплатного дарунка в доларах, безоплатного постачання товарів, але здебільшого — у вигляді кредитів. Загальна сума, витрачена у рамках плану Маршалла з 3 квітня 1948 р. до 30 червня 1951 р., становила близько 17 млрд дол. Керівництво з економічного співробітництва розподіляло безоплатну допомогу і кредити згідно з доларовим дефіцитом платіжного балансу кожної країни. Велика Британія одержала 23 % всього обсягу допомоги в рамках плану Маршалла, а Франція — 20 % (в обох випадках цифра подається без обліку подальшого внутрішньоєвропейського обігу коштів).
Загалом приблизно третина імпорту в рамках Програми європейського відновлення припадала на сільськогосподарську продукцію, але величезну роль відігравав також імпорт засобів виробництва. Варто зазначити, що значна частина доларів, призначених у вигляді допомоги, залишилася в Сполучених Штатах, тому що міністр сільського господарства США оголосив, що надлишки американської сільськогосподарської продукції слід закуповувати в самих США; крім того, 25 відсотків усієї пшениці та продуктів з неї, спрямованих до Європи в рамках першого законопроєкту за Програмою європейського відновлення, мали ввозитися у формі борошна, виробленого в Сполучених Штатах. Отже, приблизно дві третини допомоги в рамках плану Маршалла одержали чотири країни: майже чверть припала на частку Великої Британії, одна п'ята — на частку Франції, і приблизно по одній десятій одержали Італія й Західна Німеччина.
Три аспекти плану Маршалла з часом набувають дедалі більше значення.
По-перше, його роль у створенні післявоєнної глобальної економіки. Програма ця не тільки привела до відродження Європи, але й відновила життєво важливий торговельний трикутник, що складається зі Сполучених Штатів, Західної Європи і їхніх торговельних партнерів у світі, що розвивається.
По-друге, план Маршалла належав до факторів, що визначили контури військових і політичних подій кінця сорокових — початку п'ятидесятих років, і сам, у свою чергу, сформувався під впливом цих подій. Цими подіями були: проголошення доктрини Трумена в березні 1947 р. і конструктивніша пропозиція Маршалла в червні того ж року; кризи процесу деколонізації, що переживалися, зокрема, Францією, Нідерландами й Бельгією, що обтяжило економіку цих країн; радянська блокада Західного Берліна, яка виявилася прямим наслідком поширення західнонімецької валютної реформи на Західний Берлін; створення Організації Північноатлантичного договору; і нарешті, війна в Кореї, що спонукала Сполучені Штати передати чотири свої дивізії в розпорядження НАТО і поставила на порядок денний питання про переозброєння Західної Німеччини та перетворила план Маршалла на програму військової підтримки.
Останнім (але аж ніяк не останнім за значимістю) зі згаданих аспектів є роль плану Маршалла в досягненні європейської єдності. Нейтральна Західна Європа була б неспроможна вплинути на результат конфлікту між двома неєвропейськими наддержавами. Об'єднана ж Європа, що володіє власним голосом у найважливіших світових справах, була здатна і вплинула на хід «холодної війни». Таким чином, план Маршалла найбезпосереднішим чином дав старт європейській інтеграції. Цей аспект є одним з найважливіших, хоча його безпосереднім результатом був фактичний поділ Європи на два табори. Водночас США здобули наймогутнішого союзника в «холодній війні», зміцнивши й відтворивши його за власним зразком, що, врешті-решт, визначило результат глобального протистояння наддержав. Тому основне значення допомоги за планом Маршалла було не економічним і не адміністративним, а політичним.

## План Маршалла: погляд із сьогодення

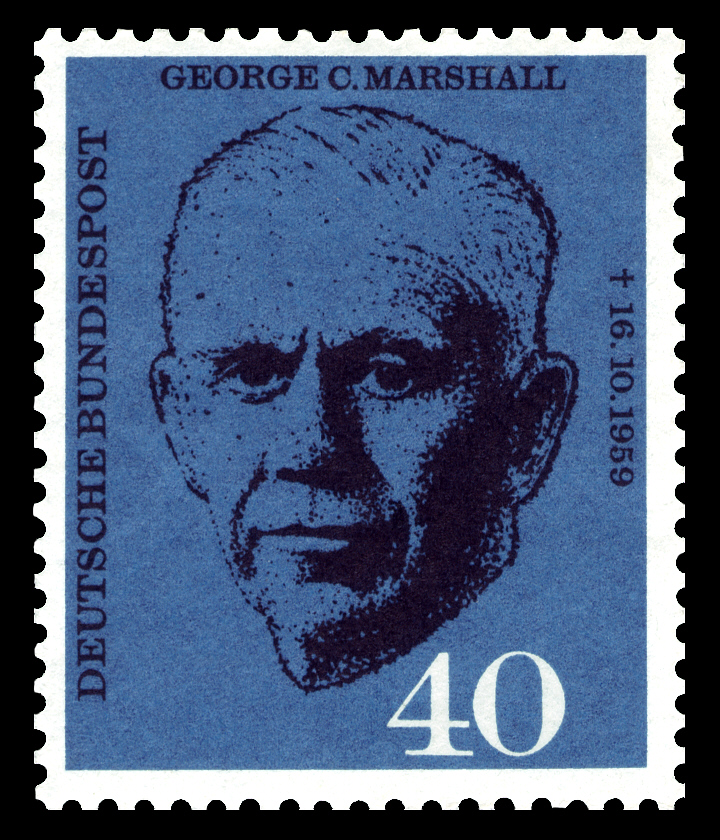
Марка Західної Німеччини 1960 року на честь Джорджа Маршалла

Післявоєнний досвід Західної Європи вартий уваги як із позицій відновлення господарства, оздоровлення фінансів і грошей, налагодження економічного співробітництва країн, так і з погляду стратегії промислового розвитку, що забезпечує створення матеріальних передумов для могутнього технологічного прогресу в різних сферах виробництва. Післявоєнна західноєвропейська економіка характеризувалася мілітаризованою системою виробництва, ерозією керованості, розривом багаторічних зв'язків у промисловості, фінансах, торгівлі. Були потрібні значні капітальні вкладення в устаткування, не вистачало найнеобхідніших продуктів. Темпи інфляції, нестійкість європейських валют були такі високі, що підривалася зацікавленість сільського господарства в обміні своїх продуктів на гроші.
Оцінюючи стан економіки західноєвропейських країн, спеціально створена при Президентові США комісія з аналізу допомоги європейським державам зазначала в своїй доповіді, що:
1. обсяг виробництва в цих країнах значно нижчий від довоєнного, із критичним рівнем добування вугілля;
2. Європа втратила значні джерела іноземної валюти у формі платежів за послуги;
3. потреба в імпорті дуже висока;
4. відбулося значне зрушення у співвідношенні цін між промисловістю і сільським господарством на користь останнього;
5. спостерігалося руйнування єдиної системи торгівлі в цих країнах — як внутрішньої, так і зовнішньої.

До 1947 року склався такий стан, що навіть збереження досягнутих обсягів виробництва продукції опинилося під ризиком. Життєздатність західноєвропейської економіки багато в чому підтримувалася імпортом з Північної Америки. Країни Західної Європи коштом свого власного виробництва могли забезпечити лише 40 % споживання зерна, бавовни, алюмінію, міді, 30 % споживання свинцю й цинку, 15 % сала та масла. Відразу після війни імпорт країн Західної Європи забезпечувався наданням субсидій і позик з боку США й Канади, використанням золотих і доларових резервів. До 1947 року ці джерела вичерпалися. Через нестачу платіжних засобів західноєвропейські країни опинилися перед перспективою скорочення імпорту продовольчих і ключових сировинних ресурсів. Без допомоги США імпорт у держави Західної Європи скоротився б наполовину, а доларовий імпорт — на 4/5, що означало б для цих держав економічний параліч.
Його настання не відповідало й інтересам США. Але не відповідав ні американським, ні західноєвропейським інтересам і курс на закріплення за США ролі благодійного постачальника найрізноманітніших товарів першої необхідності. Був потрібен такий сценарій співробітництва, який би:
- забезпечував більшу самооплатність економічного відродження Європи,
- співпадав із розпочатим наприкінці 40-х рр. черговим відновленням технологічної бази американської економіки,
- підвищував віддачу від американської допомоги.

Конструктивна реалізація цього сценарію й утілилася в «плані Маршалла». Слід зазначити, що структурні зрушення, які тепер охопили індустріально розвинені країни, низька платоспроможність колишніх радянських республік висувають завдання, подібні до здійснених за допомогою «плана Маршалла», перед стратегією міжнародного економічного співробітництва, спрямованого на підтримку сучасних східноєвропейських реформ.

### Лібералізація торгівлі між слабкими економіками за координації інвестицій
Кажучи про «план Маршалла», багато-хто зводить його до «продовольчої інтервенції» і співвідносить її з гуманітарною допомогою, яку надавали західним країнам. Значення такої інтервенції справді було великим: на постачання продовольчих товарів у рамках «плану Маршалла» виділялося 70 % усієї допомоги. Однак, як повідомляється в «Доповіді президентського комітету з іноземної допомоги» — це необхідна, але не достатня умова.
Метою європейських країн є досягнення самостійності. Тому мова йде не тільки про обіговий капітал, але про необхідність зробити реновацію європейських заводів і сільського господарства. План допомоги Європі розглядався як свого роду переливання крові, яке підтримало б слабкі європейські економіки й дало б їм можливість працювати над власним відродженням.
І США, і їхні європейські партнери розуміли, що без міцної виробничої бази шанси на подолання труднощів, зокрема інфляції, невеликі. Відповідно «плану Маршалла» його європейські учасники мали:
1. вжити заходів для полегшення обміну товарами й послугами між собою, прискорити розвиток внутрішньоєвропейської торгівлі;
2. через міждержавну кооперацію забезпечити активізацію найефективніших виробничих потужностей для досягнення найшвидшого зростання випуску продукції;
3. розпочати фінансові й інші заходи щодо зміцнення своїх валют, відновлення до них довіри;
4. надати європейській кооперації організаційне забезпечення; як відомо, формою такого забезпечення стала ОЄЕС — Організація європейського економічного співробітництва, що об'єднала 16 держав.

Разом з тим, була низка серйозних труднощів, знижувалася ефективність координації інвестиційних планів. Серед них — одержання урядами достовірної інформації, особливо від приватних секторів, невизначеність майбутніх співвідношень цін і витрат, здатна підірвати будь-які плани інвестицій. Особливі складнощі виникали під час визначення найкращого розміщення нових потужностей у країнах ОЄЕС.
Проте, незважаючи на стримуючі обставини, було досягнуто значного прогресу як в одержанні відповідної інформації, так і в аналізі інвестиційних планів. З іншого боку, стосовно виробництва деяких товарів і матеріалів відзначалася необхідність подальшого аналізу даних, щоб уникнути надлишкового інвестування. Небезуспішні спроби з координації інвестицій здійснювали і в інших галузях.
Накопичений досвід сприяв виробленню узгодженого підходу до вирішення проблем і в окремих галузях. Припускалося зупинення виконання нових проєктів до прийняття координаційних рішень про них. І навпаки, ухвали Ради ОЄЕС про бажані інвестиції розглядалися як такі, що зобов'язували країни-учасниці вживати всіх заходів для здійснення таких інвестицій.
Як пріоритетні для вкладення капіталу розглядалися галузі, розвиток яких зменшував економічну залежність Європи від США. Виділялися галузі «доларо-заощаджуючі» і «доларо-дохідні», тобто імпортозаміщуючі й експортні. В міру скорочення американської допомоги доводилося шукати інші джерела задоволення потреб.
Один із напрямків пошуку — можливість імпорту за нижчими цінами, зокрема, і з Північної Америки. Зниженню доларових витрат Європи сприяло й стимулювання її сільського господарства.

### Організація й характер постачання
Свою знамениту промову Маршалл виголосив 5 червня 1947 року, а вже 12 червня у Парижі зібралися представники 16 країн Західної Європи. Вони обговорили розміри конкретної допомоги, необхідної для кожної з них. У відповідь на готовність прийняти її від США, було створено Урядовий комітет із вивчення стану економіки країни і її можливостей прийняти таку допомогу. Було визнано необхідним установити пріоритети й обмеження на кількість експортованих зі США дефіцитних ресурсів.
Важливим аспектом реалізації «плану Маршалла» стало питання про джерела фінансування окремих елементів програми. Його розв'язання погоджувалося з характером і видом постачання.
Постачання першого виду охоплювали предмети найважливішої життєвої необхідності — ті, що були потрібні для запобігання голоду. Щовесни виділялися асигнування на продукти харчування, паливо, одяг. Щороку, в міру зростання власних ресурсів європейських країн, ці асигнування скорочувалися. Оскільки допомога такого роду не самооплачується, а більшість країн Західної Європи була не в змозі оплатити в доларах відповідне постачання, основна частина останніх ішла у вигляді дотацій, а не позик.
Місцева валюта, виручена від продажу цих продуктів, мала бути використана урядом європейської країни для зменшення дефіциту державного бюджету, а отже, і темпів інфляції; для нарощування випуску таких дефіцитних ресурсів як сталь, цемент, вугілля, шахтне устаткування, нафтопродукти, енергетичне устаткування, транспортні засоби. Таким чином здійснювалася протидія інфляції витрат у конкретному секторі економіки.
Другий вид постачання — промислове устаткування. Тут у фінансуванні переважали позики Міжнародного банку.
Третій вид постачання — сировина, сільськогосподарські машини, промислові товари, запасні частини та ін. Ці постачання фінансувалися під гарантії американського уряду через Експортно-імпортний Банк США, що створив для цього спеціальне відділення.

### Успіхи економічної політики
Про зміну ситуації в Західній Європі внаслідок «плану Маршалла» свідчить те, що щорічна допомога в 4-5 млрд доларів дозволила за 3 роки збільшити випуск продукції на 20 млрд доларів. Висока результативність цього плану багато в чому пояснюється тим, що його було орієнтовано на збільшення постачання західноєвропейського виробництва, на вибірковий імпорт сировини й матеріалів.
Заходи з фінансової стабілізації та перебудови господарських відносин, зокрема, зовнішньоекономічних, поєдналися із зусиллями щодо збереження європейського економічного потенціалу, підвищення ефективності його використання. Тільки цей потенціал міг служити джерелом самозабезпечення Європи ресурсами для створення альтернативних каналів постачання європейської промисловості сировиною, для розвитку імпортозаступних і експортних виробництв. Таким чином розширилися можливості для імпорту зі США вже не так сировини, як нових технологій.
Саме такої політики вибіркового імпорту, активізації використання найефективніших із наявних виробничих потужностей наразі потребує і Східна Європа. Зміцнення виробництва, що стримує імпорт споживчих і сировинних продуктів може послужити засобом вивільнення ресурсів для заміни вкрай зношених і застарілих фондів.

## Висновки
У стратегії підйому західноєвропейської економіки не останнє місце відводилося відновленню основних виробничих засобів. Було визначено досить інтенсивну програму розвитку основного капіталу. На 1948—1951 рр. планувалося витратити від 2 до 3 млрд доларів на відновлення й розвиток заводів з виробництва заліза і сталі, 3-5 млрд доларів — на машини й устаткування для шахт, 3-4 млрд доларів — на сільськогосподарські машини.
Розпочаті наприкінці 40-х — на початку 50-х рр. інвестиції суттєво підвищили конкурентоспроможність європейського експорту на зовнішніх ринках. Істотним фактором економічних досягнень Західної Європи став ефективний розподіл зусиль між розвитком традиційних і новітніх технологій.
Завдяки Плану у Європі:
- ВВП підвищився на 32,8 %, зі 119 мільярдів 1947 року до 159 мільярдів 1951 року.
- промислове виробництво зросло на 40 % у порівнянні з довоєнним рівнем; обсяг сільськогосподарської продукції — на 11 %.
- до 1953 року обсяг європейської торгівлі зріс на 40 %.

План Маршалла досяг своєї мети — підвищити продуктивність, стимулювати економічне зростання і сприяти розвитку торгівлі. Він підвищив рівень життя і зміцнив економічні, соціальні й політичні структури країн-учасниць; зміцнив політичну стабільність у регіоні та зробив великий внесок в обмеження поширення комунізму.
Допомога за планом Маршалла офіційно припинилася 31 грудня 1951 року. Однак план Маршалла і його принципи самодопомоги заклали основи для продовження допомоги іноземним державам, що є ключовим елементом зовнішньої політики США. План Маршалла створив нову атмосферу співробітництва, взаємодопомоги і підтримки у відносинах між Західною Європою і Сполученими Штатами. Він дозволив створити сильну і міцну військово-політичну організацію (НАТО). Завдяки цим результатам він вважається найуспішнішою ініціативою зовнішньої політики в історії США.

## Таблиця
| Країна                | 1948/49 ($ мільйонів) | 1949/50 ($ мільйонів) | 1950/51 ($ мільйонів) | Разом ($ мільйонів) |
| --------------------- | --------------------- | --------------------- | --------------------- | ------------------- |
| Австрія               | 232                   | 166                   | 70                    | 488                 |
| Бельгія та Люксембург | 195                   | 222                   | 360                   | 777                 |
| Данія                 | 103                   | 87                    | 195                   | 385                 |
| Франція               | 1 085                 | 691                   | 520                   | 2 296               |
| Німеччина             | 510                   | 438                   | 500                   | 1 448               |
| Греція                | 175                   | 156                   | 45                    | 366                 |
| Ісландія              | 6                     | 22                    | 15                    | 43                  |
| Ірландія              | 88                    | 45                    | —                     | 133                 |
| Італія і Трієст       | 594                   | 405                   | 205                   | 1 204               |
| Нідерланди            | 471                   | 302                   | 355                   | 1 128               |
| Норвегія              | 82                    | 90                    | 200                   | 372                 |
| Португалія            | —                     | —                     | 70                    | 70                  |
| Швеція                | 39                    | 48                    | 260                   | 347                 |
| Швейцарія             | —                     | —                     | 250                   | 250                 |
| Туреччина             | 28                    | 59                    | 50                    | 137                 |
| Велика Британія       | 1 316                 | 921                   | 1 060                 | 3 297               |
| Разом                 | 4 924                 | 3 652                 | 4 055                 | 12 741              |

## План Маршалла та сучасна Україна
Планом Маршалла назвали план залучення міжнародної донорської допомоги для відбудови і реформування України після Революції гідності та російської агресії 2014.